# رقص قبیله‌ای آمیخته

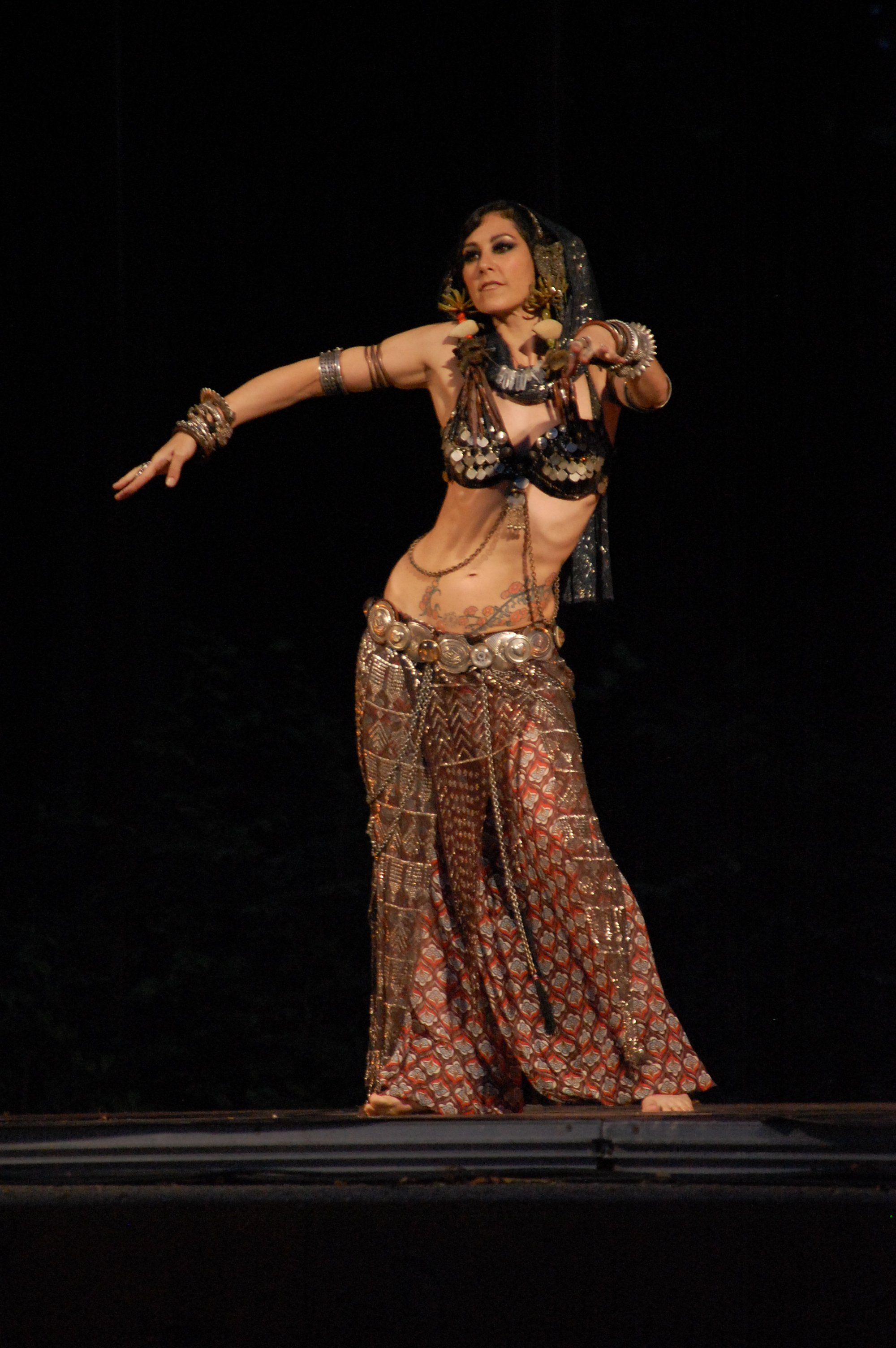
ریچل برایس، یکی از رقصنده‌های نامدار رقص قبیله‌ای آمیخته.

رقص قبیله‌ای آمیخته شکل مدرنی از رقص عربی است که با تغییر رقص عربی قبیله‌ای آمریکایی ابداع شده‌است و آمیزشی از بسیاری از سبک‌های رقص می‌باشد. این رقص هم‌اکنون آمیزشی است از عناصر رقص پاپینگ، هیپ هاپ، بریک، رقص مصری، فلامنکو، کتهک، بالیایی و دیگر سبک‌های رقص فولکلوریک.